# 10141 Ґотенба
10141 Ґотенба (10141 Gotenba) — астероїд головного поясу, відкритий 5 листопада 1993 року.
Тіссеранів параметр щодо Юпітера — 3,348.